# 何塞·安东尼奥·罗德里格斯
何塞·安东尼奥·罗德里格斯（西班牙語：José Antonio Rodríguez，1992年7月4日—），墨西哥男子足球运动员，司职守门员。他曾代表墨西哥国奥队参加2012年夏季奥林匹克运动会足球比赛，获得一枚金牌。